# Fossò
Fossò – miejscowość i gmina we Włoszech, w regionie Wenecja Euganejska, w prowincji Wenecja.
Według danych na rok 2004 gminę zamieszkiwały 5922 osoby, 592,2 os./km².